# Charles Fefferman

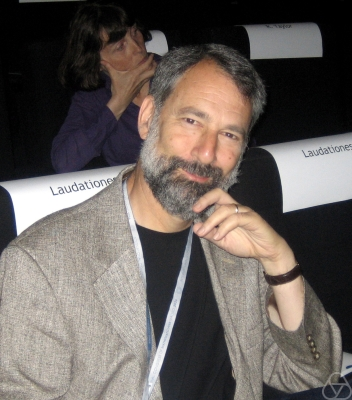
Charles Fefferman

Charles Louis Fefferman (Silver Spring, Maryland, 18 april, 1949) is een Amerikaans wiskundige die is verbonden aan de Universiteit van Princeton. Zijn voornaamste aandachtsgebied is onderzoek in de wiskundige analyse.
In 1978 won hij een Fields Medal. In 2008 werd de Bôcher Memorial Prize aan hem toegekend.